# Narodowy Ogród Botaniczny, Vácrátót
Narodowy Ogród Botaniczny, Vácrátót, węg. – Nemzeti Botanikus Kert, Vácrátót – największy ogród botaniczny na Węgrzech posiadający najbogatszy zbiór żywych roślin. Na 27 hektarach prezentowanych jest 13 tys. gatunków i odmian roślin.
Szczególnie bogaty jest zbiór roślin drzewiastych obejmujący 3300 drzew i krzewów.
W ogrodzie skalnym zobaczyć można kwiaty wysokogórskie z 25 obszarów górskich sześciu państw florystycznych.
Kolekcja systematyczna obejmująca 2–2,5 tys. odmian roślin kwiatowych z prawie 90 rodzin roślin przedstawia historię powstania świata roślin.
W szklarniach możemy zapoznać się ze światem roślinnym tropików:
- nizinnych lasów deszczowych – palmy
- pustyń – sukulenty
- górskich lasów deszczowych – mszaki i paprocie

Mapa ogrodu na jego stronie internetowej

## Historia ogrodu
Ogród botaniczny powstał w wyniku przekształcenia parku pałacowego, którego projektant i budowniczy nie jest znany. Przypuszczalnie był nim referendarz István Géczy, ówczesny właściciel Vácrátót, któremu za wzór posłużyły wybudowane od końca XVIII w. do lat 30. XIX w. węgierskie ogrody angielskie w Tacie, Kismartonie, Alcsút czy pobliskim Fót. Pierwsza pisemna wzmianka o ogrodzie pochodzi z 1827 r.
Na mapie wojskowej sporządzonej w 1842 r. są doskonale widoczne obecne kontury ogrodu z krętymi drogami, polanami, grupami drzew i jeziorem.
Jesienią 1846 r. zubożała rodzina Géczy sprzedała posiadłość hrabiemu Sándorowi Nákó z Nagyszentmiklós za 300 tys. forintów, a następnie rodzina Nákó sprzedała ją szkockim benedyktynom z Wiednia. W 1856 r. powierzchnia parku wynosiła 55524 sążnie kwadratowe.

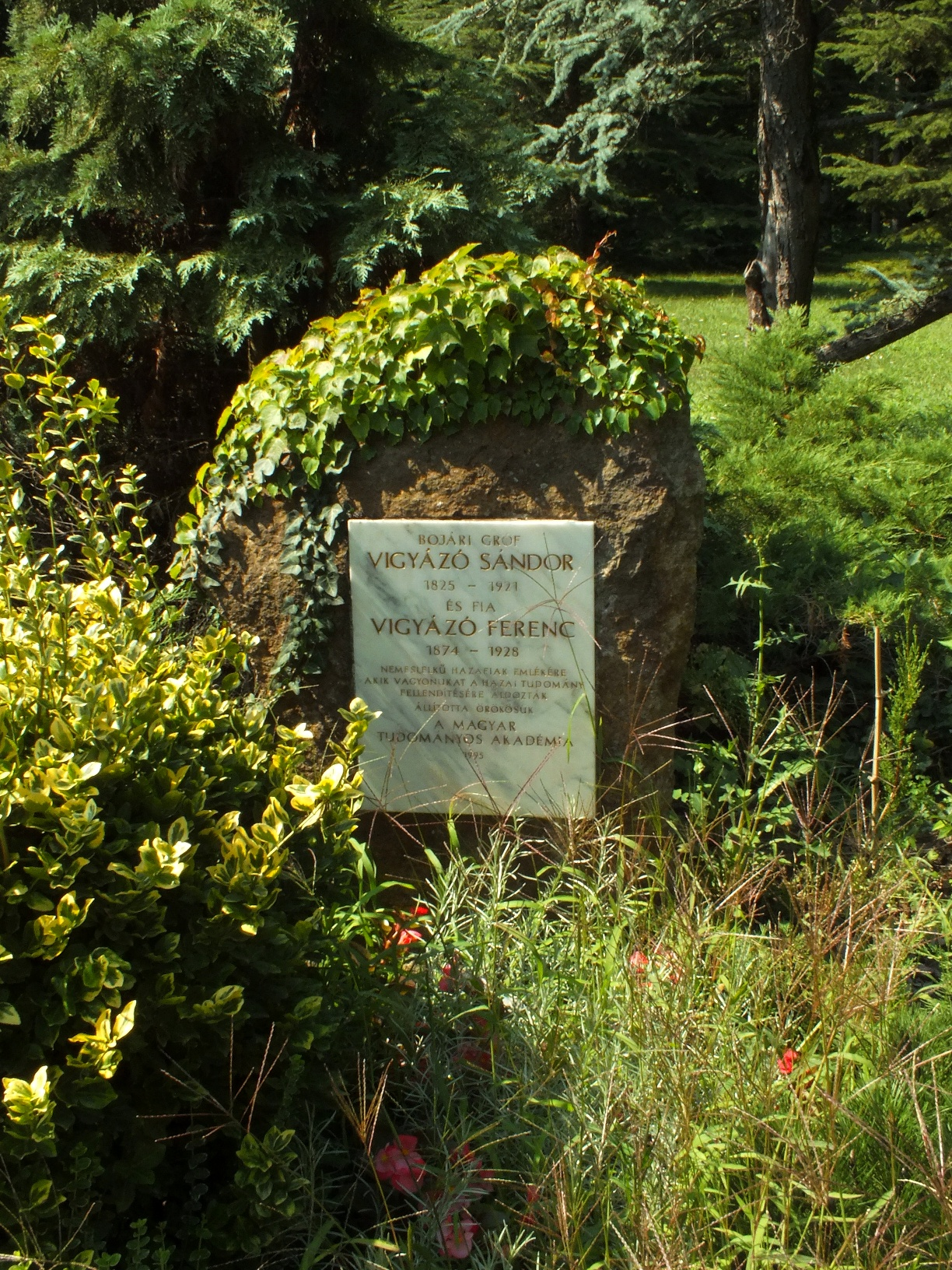
Tablica pamiątkowa poświęcona Sándorowi i Ferencowi Vigyázó

W 1871 r. posiadłość kupił hrabia Sándor Vigyázó. Powierzył opracowanie planu renowacji, pracującemu wtedy w Alcsút Vilmosowi Jámborowi, znanemu budowniczemu ogrodów. Prace rozpoczęły się wiosną 1872 r. pod kierownictwem Henrika Banda i zostały zakończone dopiero na początku XX wieku. Henrik Band był głównym ogrodnikiem od 1873 r. do swojej śmierci w 1913 r.
Naśladujący naturę ogród angielski przekształcono w park dendrologiczny, w który wkomponowano sentymentalne motywy w stylu epoki. Utworzono system stawów, używając do tego celu wód przepływającego przez ogród potoku Sződ-Rákos i dawnego, dużego jeziora, a wykopaną ziemię wykorzystano do urozmaicenia krajobrazu, tworząc lekko nachylone zbocza. Potrzebne do budowy bloki piaskowca, wapienia i dolomitu przywieziono z góry Naszály, górującej nad Vácem. Z 1–1,5-tonowych bloków formowano grupy skalne lub skalne zbocza. Brzegi potoku wyłożono kamieniami, by wyglądały bardziej naturalnie. Romantycznego nastroju dodał wybudowany na brzegu potoku młyn wodny, który dzięki tytułowi filmu nakręcanego tu filmu, zyskał nazwę „grającego młyna”. Romantyczny nastrój dopełnia wzgórze o nazwie Ferenc–halom, Sziklás-tó (Skalne jezioro) z pięknym wodospadem i tunel przypominający jaskinię oraz umieszczone na wyspie sztuczne, gotyckie ruiny.
Z lasów łęgowych, rosnących wzdłuż potoku, pozostały tylko ślady. Są to głównie drzewa pomnikowe. Na większości terenu rosną rośliny zasadzone w latach 30. XX w., a w tym platany, leszczyny tureckie, tulipanowce, klony srebrzyste, czarne orzechy, wiązowce, perełkowce japońskie, glediczje trójcierniowe i inne. Na wykarczowanych terenach poprawiono jakość gleby, a następnie posadzono północno–amerykańskie i wschodnio–azjatyckie drzewa i krzewy, zarówno liściaste jak i wiecznie zielone, ale do dzisiaj nie pozostało już po nich śladu. Pomiędzy grupami krzewów i pod drzewami posadzono kwitnące byliny, a w wilgotniejszych miejscach i na brzegach potoku, paprocie. Trawnik znajdujący się przed pałacem ozdobiono dywanami kwiatowymi. Na zboczach otaczających Skalne Jezioro (Sziklás-tó) utworzono ogródki skalne.
Kolekcja z cieplarni została w latach 80. XIX w. nagrodzona wieloma dyplomami na krajowych wystawach.
Sándor Mágócsy-Dietz, profesor botaniki peszteńskiego uniwersytetu stwierdził, że „Największe wrażenie na laikach, a tym bardziej na miłośnikach ogrodów, robi duża różnorodność roślin drzewiastych. Na terenie imponujących lasów łęgowych warstwę podszytu stanowią najróżniejsze krzewy”. Ciekawe, co napisał by profesor, jeśli odwiedziłby ogród dwadzieścia lat wcześniej, gdy był w pełnym rozkwicie?

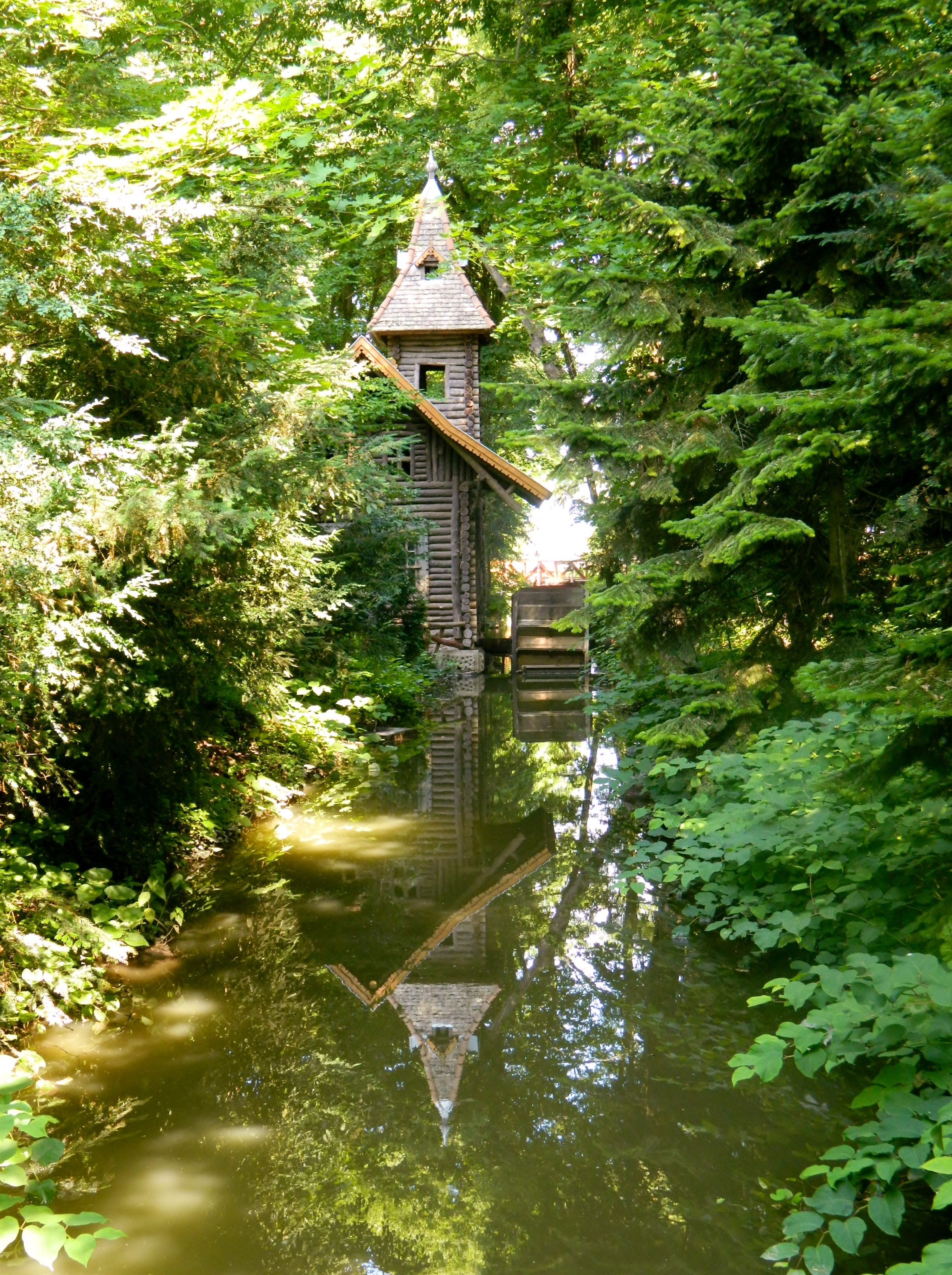
Grający młyn

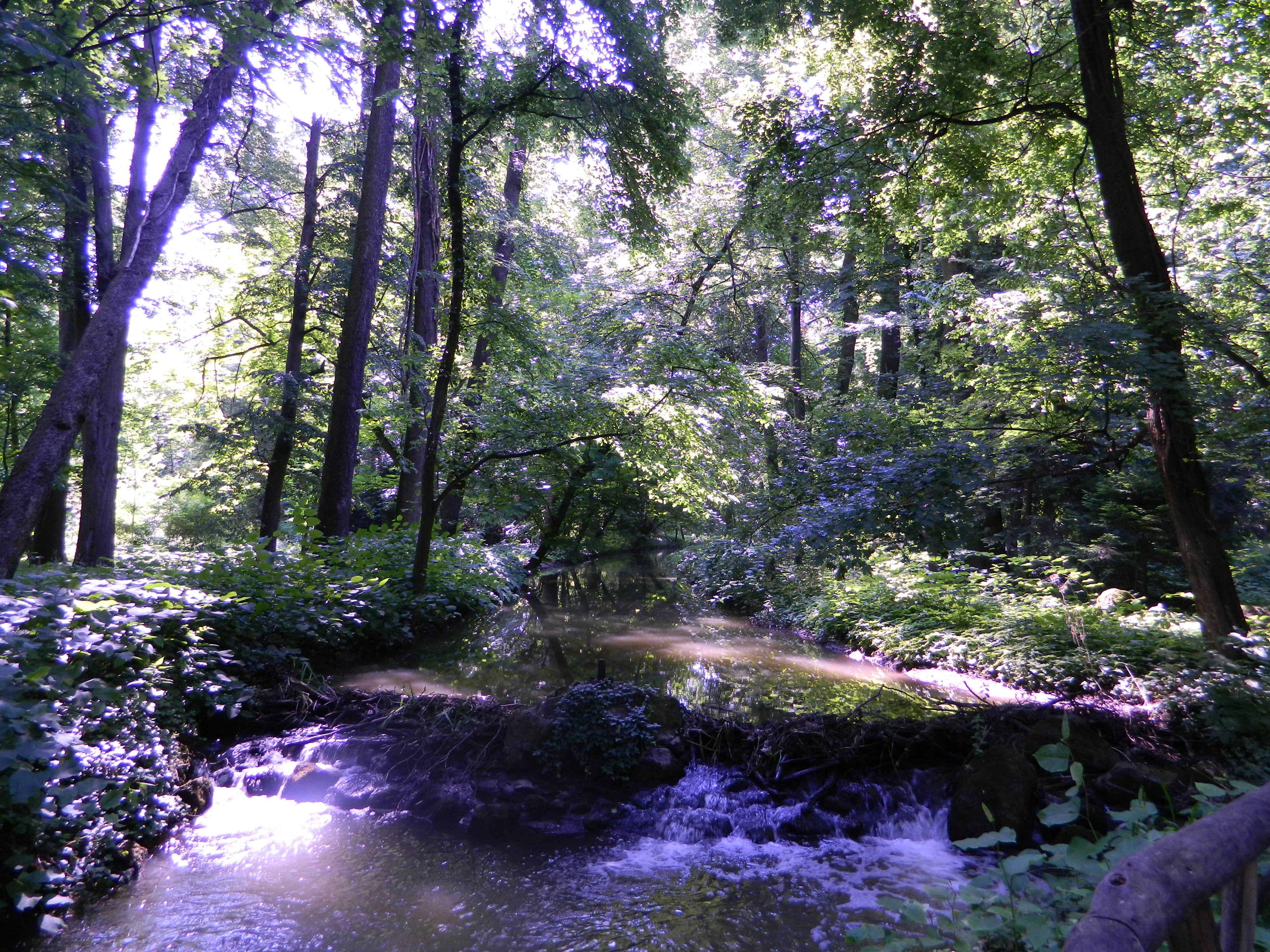
Potok Sződrákosi w ogrodzie botanicznym

Sándor Vigyázó zarządził w swym testamencie, że jeśli rodzina zostanie bez męskiego potomka, to spadkobiercą ogromnego majątku zostanie Węgierska Akademia Nauk. W roku śmierci ojca, w 1921 r. w podobnym duchu napisał swój testament Ferenc Vigyázó, dodając, że „pałac i ogród w Vácrátót w obecnym stanie oraz uzupełniający je pałac i ogród hrabiego Sándora Vigyázó w miejscowości Bojár”.
Ferenc Vigyázó nie założył rodziny i umarł w końcu lipca 1928 r. Zaniedbany park pałacowy stał się własnością Węgierskiej Akademii Nauk, która jednak nie podjęła się jego utrzymania i należną jej część majątku oddała wnuczce Sándora Vigyázó Marietcie Bolza, gdy rodzina Bolza skutecznie podważyła testament. Marietta Bolza, żona hrabiego Domokosa Zichyego jesienią 1936 r. sprzedała pałac i park peszteńskiemu prawnikowi Sándorowi Debreczeniemu. W rękach nowych właścicieli cenne zbiory uległy zniszczeniu. Chore drzewa iglaste wycięto, a na ich miejsce, na 11 morgach katastralnych (1 morga katastralna = 0,575464 ha) posadzono drzewa owocowe. W latach 30. XX w. wyburzono znajdujący się w złym stanie pałac i na jego miejscu wzniesiono, istniejący do dzisiaj, budynek o charakterze dworu.
W czasie II wojny światowej, a szczególnie po niej, pozbawiony gospodarza ogród poniósł wiele szkód. W maju 1946 r. ogród został przekazany Krajowemu Muzeum Nauk Przyrodniczych w celu prowadzenia ogrodu botanicznego i ośrodka badawczego. Rekonstrukcja przebiegała powoli, dopóki wiosną 1949 r. Gábor Szemes nie przejął kierownictwa Stacji Biologicznej i Parku Przyrodniczego.
Podstawy dzisiejszego ogrodu botanicznego położył Antal Pénzes. 1 stycznia 1952 r. stację przejęła Węgierska Akademia Nauk i utworzyła Botaniczny Instytut Badawczy WAN. Zasadniczym zadaniem ogrodu botanicznego miała być hodowla roślin, jak w planowanym, ale nigdy nie utworzonym Centralnym Ogrodzie Botanicznym w dzielnicy Budapesztu Hűvösvölgy. W 1954 r. na jego kierownika powołano akademika Bálinta Zólyomiego, a prowadzenie ogrodu powierzono jego zastępcy Miklósowi Ujvárosiemu.
Posługując się planami, pochodzącymi z poprzedniego wieku, zrekonstruowano pierwotną sieć dróg, wycięto niepożądane drzewa i krzewy i na dużą skalę rozpoczęto nowe nasadzenia dla odnowienia niszczejących przez dziesięciolecia roślin.
Wykorzystując rośliny ze zlikwidowanego Ogrodu Agrobotanicznego w Debreczynie (Debrecen-Pallagi Agrobotanikus Kert) w latach 1953–1954 na 1,5 ha niszczejącego sadu stworzono systematyczny zbiór roślin, w którym Rezső Soó przedstawił historię filogenezy roślin kwiatowych.
W 1954 r. rozpoczęto rozmnażanie drzew i krzewów z nasion uzyskanych dzięki wymianie międzynarodowej.
Rozwijający się ogród botaniczny był wspomagany nasionami i sadzonkami przez różne węgierskie ośrodki partnerskie, arboreta i szkółki leśne.
W 1955 r. rozpoczęto tworzenie zbiorów dla ogrodów skalnych na działce położonej przed szklarniami. Renowacja starych ogrodów skalnych na stromych stokach nad Jeziorem Skalnym wydawała się zbyt kosztowna i dlatego w latach 1969–1973 urządzono nowy, mniejszy ogród.
W 1953 r. wybudowano do połowy wkopaną w ziemię małą szklarnię, przeznaczoną do rozmnażania i zimowania niektórych roślin, która jednak nie była wystarczająca i dlatego w 1955 r. wybudowano drugą. Pierwszą większą szklarnię ogrzewaną wodą uruchomiono dopiero w styczniu 1958 r.
W 1961 r. urządzono szklarnię do rozmnażania i drugą dla storczyków. W 1964 r. przebudowano halę maszynową na szklarnię do zimowania roślin śródziemnomorskich, australijskich i nowozelandzkich. W 1969 r. urządzono ogród zimowy, który w 1997 r. odnowiono i rozszerzono. To największe pomieszczenie do zimowania na Węgrzech.

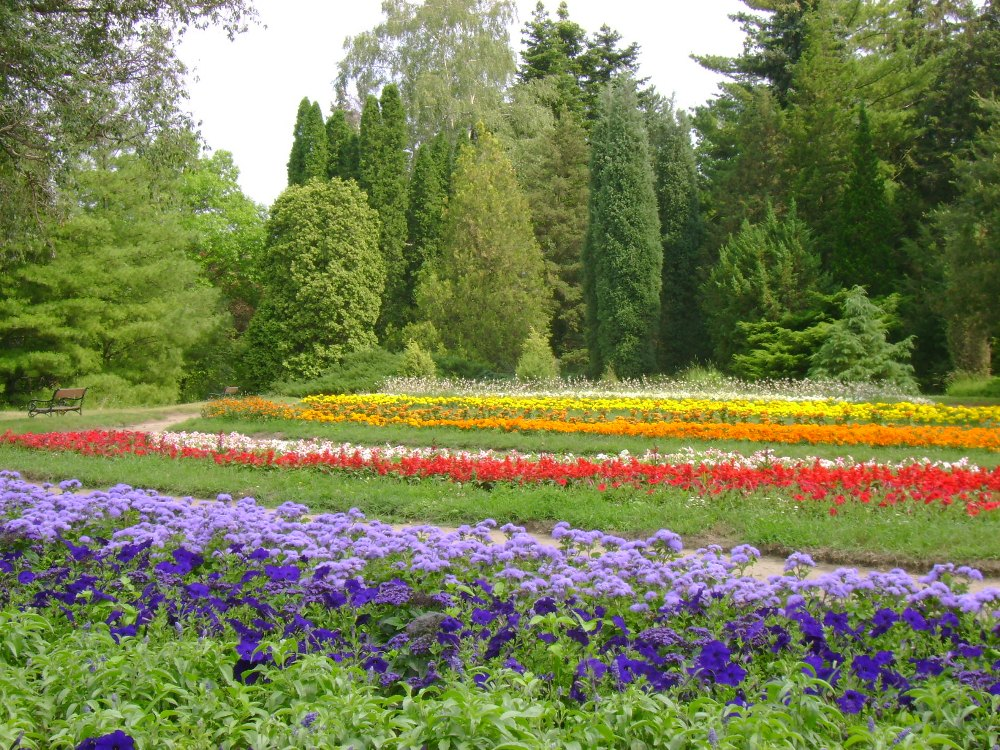

W latach 1959–1960 oczyszczono zamulone jeziorka, łożysko potoku, a wydobytego mułu użyto do wyrównywania terenu. Nad wodą wzniesiono różne drewniane konstrukcje, mostki. 1 maja 1961 otworzono ogród dla publiczności. W pierwszym roku było tylko 6 tys. gości, ale w połowie lat 70. XX w. już 110–130 tys. rocznie. Wiosenna powódź w 1963 r. spowodowała dużo szkód, których usuwanie trwało przez wiele lat.
Po przejściu Bálinta Zólyomiego na emeryturę, na czele instytutu badawczego stanął Árpád Berczik, a instytut został jednocześnie poszerzony o nowy wydział – Węgierską Stację Badań Dunaju. W latach 70. XX w. ilość zatrudnionych w ogrodzie spadła prawie o połowę i utrzymanie jego poziomu stawało się coraz trudniejsze.
W latach 80. i 90. XX w. ponownie wybrukowano drogę prowadzącą do szklarni, naprawiono rozpadające się kamienne ogrodzenie, unowocześniono system nawadniający, odmulono system jeziorek. Niższą część trójnawowej palmiarni wybudowano w 1985, a główną nawę o wysokości 15 m ukończono w 1987 r.
Odrestaurowano typowe dla romantycznego krajobrazu ogrodu elementy, czyli młyn wodny i sztuczne ruiny. Na przełomie wieków ponownie wybudowano ogrodowe mostki i wymieniono ławki o betonowych podstawach. W 2005 roku odnowiono również zabytkową bramę, a dla lepszego poinformowania gości ustawiono nowe mapy i tablice poglądowe. W 2007 r. na terenie ogrodu otworzyło podwoje centrum dla zwiedzających, tzw. Berkenyeház.
W 2010 r. wystartował, Life+, pięcioletni program zachowania w banku genów roślin dziko żyjących, przy wsparciu Unii Europejskiej i węgierskiego Ministerstwa Rozwoju Terenów Wiejskich. W ramach Panońskiego Banku Nasion, (Pannon Magbank), baza próbek nasion w ramach aktywnego przechowywania trafiła do Tápiószele. Duplikat aktywnego zbioru umieszczono w Vácrátót. W 2013 r. urządzono związaną z projektem wystawę, która w formie zabawy omawia projekt i znaczenie zbioru nasion.
Od stycznia 2012 r. instytut badawczy stał się częścią Ekologicznego Centrum Badawczego Węgierskiej Akademii Nauk, (MTA Ökológiai Kutatóközpont), którego naczelnym dyrektorem jest András Báldi.
Następcami Bálinta Zólyomiego na stanowisku dyrektora instytutu byli po kolei:
- Árpád Berczik,
- Edit Kovácsné Láng,
- Borhidi Attila,
- Gábor Vida,
- Katalin Török

Po Miklósu Ujvárosim, który odszedł na emeryturę w 1978 r. ogrodem botanicznym kierowali po kolei:
- Tamás Pócs,
- Attila Borhidi,
- Kereszty Zoltán,
- Géza Kósa (od 2002)[1].

## Kolekcje ogrodu

### Taksonomiczna kolekcja roślin

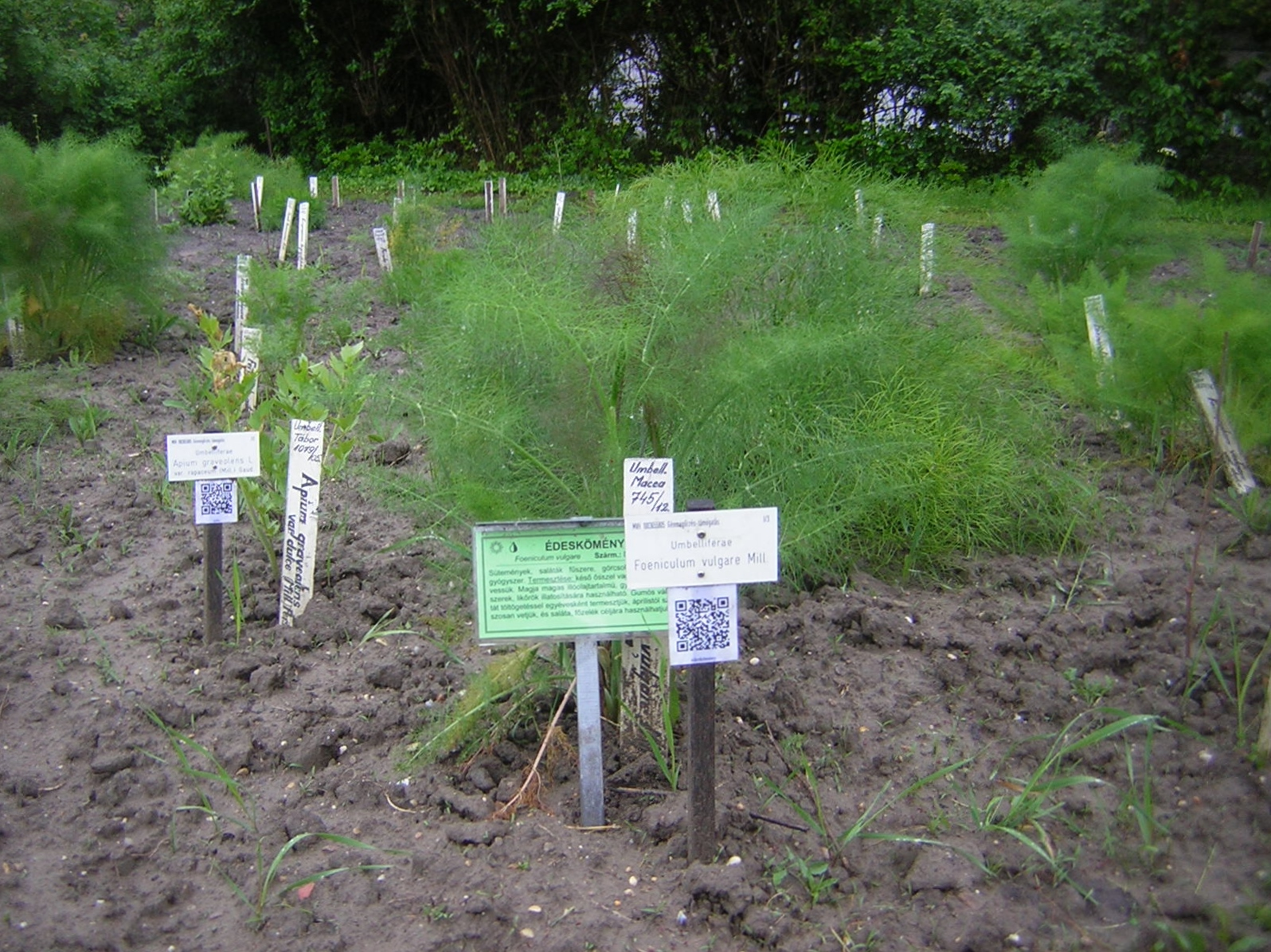
Fragment taksonomicznej kolekcji roślin

3000 gatunków i odmian roślin kwiatowych prezentowanych na półtora hektara jest najbogatszą kolekcją taksonomiczną pod gołym niebem na Węgrzech, którą zaczął tworzyć Miklós Ujvárosi na podstawie systemu ewolucyjnego autorstwa Rezső Soó. Na szczycie wzgórza posadzono wykazujące wiele pierwotnych cech rośliny z
rodziny berberysowatych, (Berberidaceae) i jaskrowatych, (Ranunculaceae), a stąd rozchodzą się promieniowo kolejno od środka coraz młodsze pod względem rozwoju rodziny. Poszczególne sektory są oddzielone od siebie ścieżkami schodzącymi ze wzgórza.
Dla roślin uprawnych utworzono dwa poletka: na jednym rosną rośliny lecznicze, przyprawowe i warzywa, a na drugim zapachowe.
Podział kolekcji taksonomicznej na stronie ogrodu (węg.)

### Kolekcja dendrologiczna
Ogród botaniczny posiada obecnie 3300 taksonów drzew i dysponuje najbogatszym w gatunki zbiór dendrologiczny na Węgrzech. Z tego ponad 1500 taksonów zarejestrowano w krajowym programie zachowania genów. W pierwszym rzędzie zbierane są gatunki rosnące w środowisku naturalnym, ale występują tu również odmiany ogrodowe. Można tu też spotkać liczne gatunki drzew i krzewów zaliczanych zarówno na Węgrzech, jak i w całej Europie do rzadkich, pochodzących ze wszystkich części strefy umiarkowanej, ze szczególnym uwzględnieniem Azji Środkowej i Wschodniej oraz potężne drzewa posadzone jeszcze w XIX wieku. W ogrodzie uprawiana jest również irga, klon, lipa, jesion i kalina w ramach Kolekcji Narodowej, (Nemzeti Gyűjtemény).

### Kolekcja szklarniowa
Kolekcja szklarniowa liczy blisko 3000 gatunków, odmian i form, reprezentowana jest w niej bogato każda charakterystyczna grupa roślin ze strefy tropikalnej. Rośliny zostały umieszczone w różnych szklarniach w zależności od wymagań dotyczących temperatury, wilgotności i światła. Dla zwiedzających udostępnione są dwie szklarnie: tropikalna połączona z palmiarnią oraz druga z kaktusami i sukulentami.
Rozmieszczenie kolekcji szklarniowej i opis niektórych gatunków na stronie ogrodu (węg.)

### Kolekcja roślin wieloletnich, skalnych oraz cebulowych i bulwiastych
Ta duża kolekcja obejmuje prawie 3100 roślin wieloletnich, jak również cebulowych, bulwiastych i kłączowych.
Do kolekcji należą rośliny skalne i darniowe pochodzące ze strefy umiarkowanej wszystkich części świata, ale można wśród nich znaleźć wiele roślin leśnych. Połowa z nich pochodzi z Europy, jedna trzecia z Azji, a reszta z kontynentu amerykańskiego, Afryki i Australii. Jeszcze w dwóch częściach ogrodu można zobaczyć rośliny z tej kolekcji: jedna znajduje się przed szklarniami, a druga natomiast w ogrodzie skalnym podzielonym geograficznie.
Rozmieszczenie kolekcji roślin wieloletnich, skalnych oraz cebulowych i bulwiastych i krótkie opisy na stronie ogrodu (węg.)

## Wystawy stałe

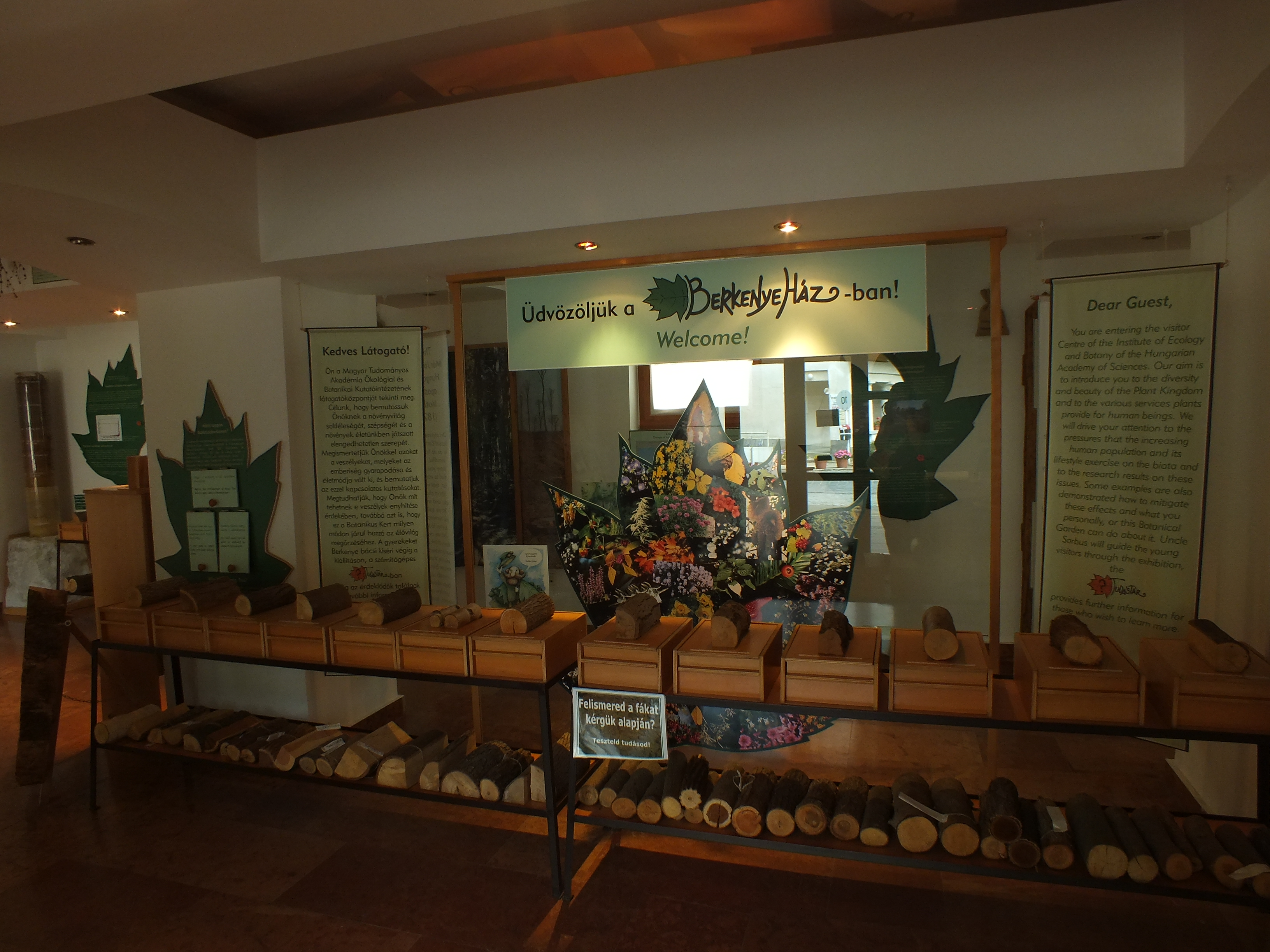
Berkenyeház, centrum dla zwiedzających

W 2007 r. otworzono na terenie ogrodu nowe centrum dla zwiedzających, tzw. Berkenyeház. Stała wystawa mówi o roli różnorodności biologicznej w naszym życiu, podkreśla znaczenie ochrony przyrody, a także pokazuje, w jaki sposób badania środowiska związane są z kryzysem ekologicznym i wprowadza gości w tajniki prac prowadzonych w ogrodzie botanicznym.
Wystawa pod tytułem „Żyjemy na zbyt wysokiej stopie”, (Túl nagy lábon élünk), zajmująca się zmianami klimatu i ich oddziaływaniu, została urządzona w leżącym obok szklarni budynku zwanym Karbonház.
Ukazuje ona znaczenie zmian klimatu i ich wpływ na przyrodę oraz rodzaje energii odnawialnej. Celem wystawy jest skłonienie zwiedzających do lepszego zrozumienia związków łączących człowieka z naturą i działania na jej rzecz. Przecież codziennie dokonujemy wyboru sposobu życia, drobnych decyzji i zwyczajów konsumenckich.

### Panoński Bank Nasion
W 2010 r. wystartował, Life+, pięcioletni program zachowania w banku genów roślin dziko żyjących, przy wsparciu Unii Europejskiej i węgierskiego Ministerstwa Rozwoju Terenów Wiejskich. W ramach Panońskiego Banku Nasion, (Pannon Magbank), baza próbek nasion w ramach aktywnego przechowywania trafiła do Tápiószele. Dupliukaty aktywnego zbioru umieszczono w Vácrátót i leżącym na terenie Park Narodowego Krasu Węgierskiego wyrobisku kopalnianym wewnątrz góry Esztramos. W 2013 r. urządzono związaną z projektem wystawę, która w formie zabawy omawia projekt i znaczenie zbioru nasion.

### Lista drzew wyszczególnionych na mapie ogrodu botanicznego
Spacerując po ścieżkach ogrodu możemy napotkać wymienione poniżej drzewa i krzewy:
- sosna czarna (Pinus nigra),
- cis (Taxus baccata),
- morwa biała (Morus alba ’Pendula’),
- klon polny z gór Mátra (Acer acuminatilobum),
- dereń jadalny (Cornus mas),
- korkowiec japoński (Phellodendron japonicum),
- grujecznik japoński (Cercidiphyllum japonicum),
- jesion wyniosły (Fraxinus excelsior ’Pendula’)
- perełkowiec japoński (Sophora japonica),
- leszczyna turecka (Corylus colurna),
- strączyn żółty (Cladrastis lutea),
- żywotnik zachodni (Thuja occidentalis ’Malonyana’)
- choina kanadyjska (Tsuga canadensis),
- głowocis japoński (Cephalotaxus drupacea),
- klon zwyczajny (Acer platanoides ‘Schwedleri’),
- buk zwyczajny (Fagus sylvatica ‘Atropunicea’),
- leszczyna południowa (Corylus maxima ‘Purpurea’),
- kalina sztywnolistna (Viburnum rhytidophyllum),
- dąb libański (Quercus libani),
- guzikowiec zachodni (Cephalanthus occidentalis),
- cypryśnik błotny (Taxodium distichum),
- skrzydłorzech kaukaski (Pterocarya fraxinifolia),
- kasztanowiec zwyczajny (Aesculus hippocastanum ‘Baumannii’)
- grab pospolity (Carpinus betulus),
- żółtnica pomarańczowa (Maclura pomifera),
- buk zwyczajny (Fagus sylvatica ‘Laciniata’),
- jaśminowiec (Philadelphus sp.),
- jesion wąskolistny (Fraxinus angustifolia ssp pannonica),
- buk zwyczajny (Fagus sylvatica),
- topola biała (Populus alba),
- daglezja zielona (Pseudotsuga menziesii),
- tulipanowiec amerykański (Liriodendron tulipifera),
- klon jawor (Acer pseudoplatanus),
- świerk kaukaski (Picea orientalis),
- akebia pięciolistkowa (Akebia quinata),
- dąb szypułkowy (Quercus robur),
- jałowiec chiński (Juniperus chinensis ’Keteleeri’),
- jodła numidyjska (Abies numidica),
- sosna zwyczajna (Pinus sylvestris),
- grab pospolity (Carpinus betulus ‘Fastigiata’),
- sumak lakowy (Rhus verniciflua),
- dąb czerwony (Quercus rubra),
- grab pospolity (Carpinus betulus ‘Pendula’),
- sosna himalajska (Pinus griffithii),
- lilak chiński (Syringa × chinensis),
- cedrzyniec kalifornijski (Libocedrus decurrens),
- wiciokrzew Maacka (Lonicera maackii),
- kolkwicja chińska (Kolkwitzia amabilis),
- budleja skrętolistna (Buddleia alternifolia),
- kalina koreańska (Viburnum carlesii),
- Klon trójlistkowy (Acer nikoense),
- jałowiec pośredni (Juniperus media ’Hetzii’),
- dąb zębaty (Quercus dentata),
- sosna Armanda (Pinus armandii),
- topola chińska (Populus simonii ‘Fastigiata’),
- ambrowiec wschodni (Liquidambar orientalis),
- leszczyna pospolita (Corylus avellana ‘Contorta’),
- glicynia japońska (Wisteria floribunda ‘Alba’),
- platan klonolistny (Platanus acerifolia)
- miłorząb dwuklapowy (Ginkgo biloba),
- magnolia japońska (Magnolia kobus),
- klon srebrzysty (Acer saccharinum ‘Wieri’),
- kłęk amerykański (Gymnocladus dioicus),
- buk zwyczajny (Fagus sylvatica ‘Pendula’),
- dławisz okrągłolistny (Celastrus orbiculatus),
- winobluszcz trójklapowy (Parthenocissus tricuspidata),
- klon zwyczajny (Acer platanoides),
- jałowiec wirginijski (Juniperus virginiana),
- orzech czarny (Juglans nigra),
- metasekwoja chińska (Metasequoia glyptostroboides),
- klon cukrowy (Acer saccharum)
- dąb węgierski (Quercus frainetto),
- wiązowiec zachodni (Celtis occidentalis),
- lipa (Tilia sp.),
- jesion amerykański (Fraxinus americana).

Plan ogrodu botanicznego i rozmieszczenie drzew na stronie ogrodu (węg.)